# 루카스 바빈
루카스 바빈(Lucas Babin, 1979년 7월 30일 ~ )은 미국의 배우, 텔레비전 배우, 모델, 가수이다.
보몬트에서 태어났다.

## 영화
- 잔인한 미녀 (2005년)
- 베니스 언더그라운드 (2005년)
- 브릭 (2005년) - 빅 스토너 역
- 스쿨 오브 락 (2003년) - 스파이더 역
- 더 영 앤 더 레스트리스 (1973년)